# Dorgali
Dorgali (en sard, Durgàli ) és un municipi italià, situat a la regió de Sardenya i a la província de Nuoro. L'any 2004 tenia 8.290 habitants. Limita amb els municipis de Baunei (OG), Galtellì, Lula, Nuoro, Oliena, Orgosolo, Orosei, Orune i Urzulei (OG).

## Administració
| Període | Identitat       | Partit         |
| ------- | --------------- | -------------- |
| 2006-   | Antonio Testone | Centreesquerra |